# Alta Val Tidone
Alta Val Tidone ist eine zum 1. Januar 2018 aus den norditalienischen Gemeinden Caminata, Nibbiano und Pecorara gegründete italienische Gemeinde mit 2934 Einwohnern (Stand 31. Dezember 2023) auf 100,87 Quadratkilometern Fläche in der Provinz Piacenza in der Emilia-Romagna. Nach der Volksabstimmung am 28. Mai 2017, bei der es eine Zustimmung von etwa 66 Prozent für den Zusammenschluss gab, wurde dieser mit dem Regionalgesetz Nr. 13 vom 18. Juli 2017 beschlossen.